# کیوهمی

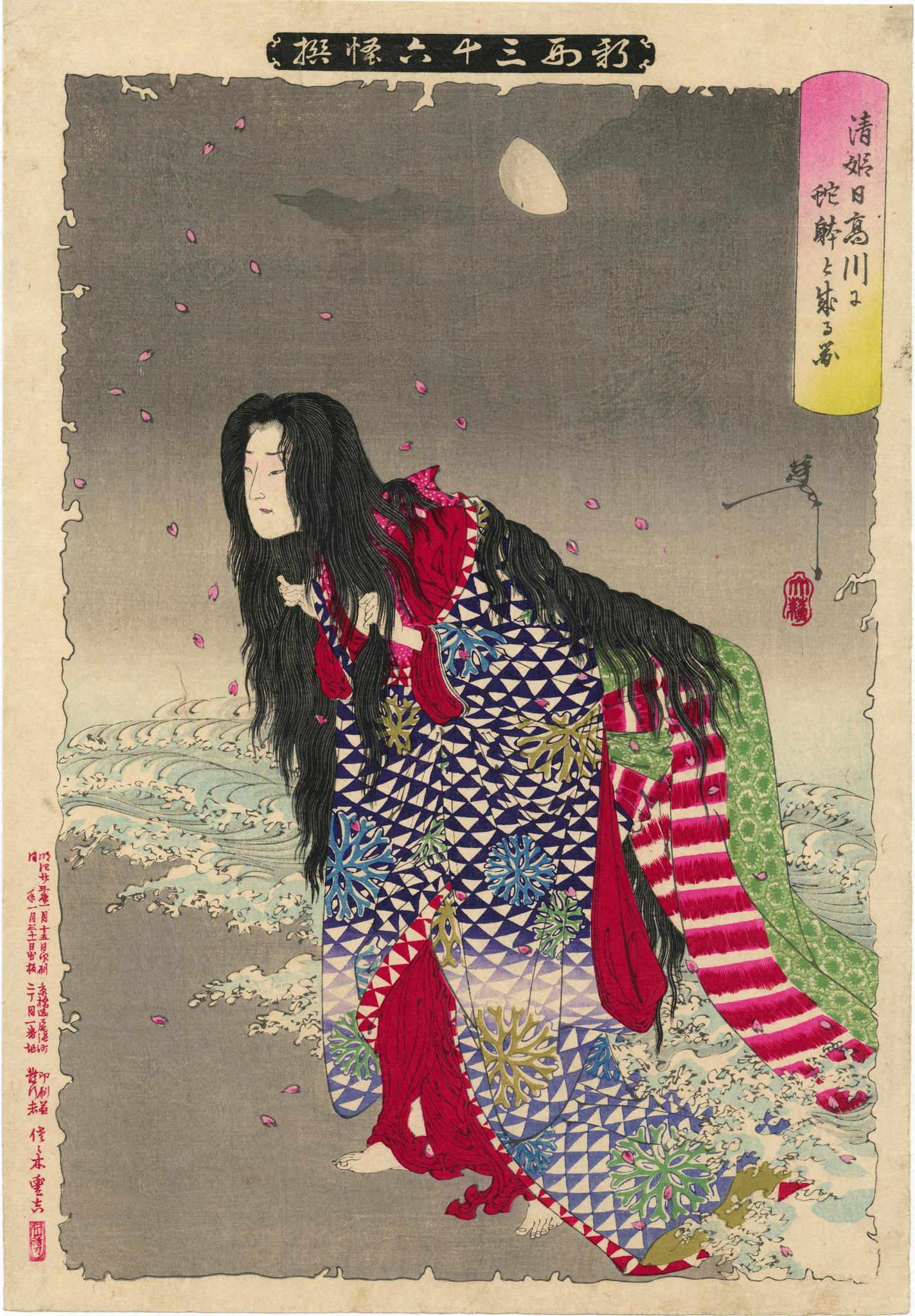
نقاشی‌ای مینیاتوری از کیوهمی-ساخته شده در سال 1890 میلادی توسط تسوکیوکا یوشیتوشی

کیوهمی یا  Kiyohime (清姫) در افسانه‌های ژاپنی شخصیتی در داستان آنچین و کیوهمی است که قدمت آن به قرن یازدهم میلادی بازمی‌گردد. در این داستان، او عاشق یک راهب بودایی به نام آنچین می‌شود، اما پس از اینکه آنجین که یک راهب بودایی بود، درخواست او را رد کرد، کیوهمی به انسانی اژدهانما تبدیل شد و او را با عصبانیت مورد تعقیب قرار می‌دهد. کیوهمی به معبد دوجو-جی (Dōjō-ji-مکان زندگی راهب) می‌‌رسد ولی راهب قبل از اینکه او برسد، در ناقوس معبد پنهان می‌شود.

## بررسی اجمالی
افسانه به اصطلاح "کیوهمی و آنچین" ممکن است با نام‌های مختلف دیگری مانند افسانه رودخانه هیداکا (یا افسانه هیداکاگاوا) شناخته شود.
نسخه‌های نمایشی این داستان، که نمایشنامه‌های متعددی برای آن‌ وجود دارد، در مجموع به عنوان دوجوجی-مونو شناخته می‌شوند.

### خلاصه داستان
این افسانه که با تأسیس معبد دوجوجی در استان کی (استان واکایاما امروزی) مرتبط است، نشان می‌دهد که چگونه راهبی بودایی به نام آنچین از شیراکاوا در استان اوشو (واقع در فوکوشیما کنونی) در حال زیارت به معبد کومانو در منطقه کی جنوبی، در خانه‌ای اقامت کرد. آن خانه در ماناگو/ماساگو (真那古/真砂)بود، جایی که کیوهمی، دختر صاحب خانه، عاشق راهب جوان شد.

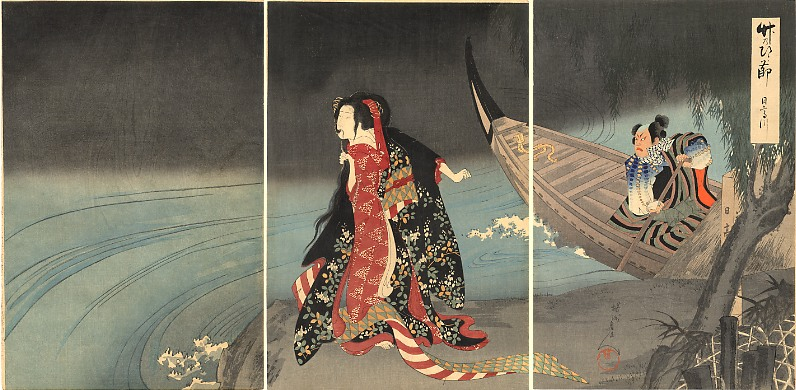
کیوهمی بر کرانه رودخانه هیداکا در حالیکه مرد قایقران در سمت راست تصویر قرار دارد.

کیوهمی در قدم اول از عشقش به راهب گفت ولی آنچین برای فرار از دست او، او را با وعده بازگشت فریب داد و به سفر خود ادامه داد. کیوهمی وقتی فهمید که آنچین او را فریب داده و به نوعی رد کرده است، از فریب خوردن و طرد شدنش عصبانی شد و با عصبانیت او را تعقیب کرد. در لبه رودخانه هیداکا (日高川) که در استان واکایاما امروزی واقع است، آنچین از یک قایقران خواست که به او کمک کند تا از رودخانه عبور کند؛ همچنین آنچین به او توصیه کرد که به کیوهمی اجازه ندهد که او با قایق او، از رودخانه عبور کند. وقتی کیوهمی دید که آنچین در حال فرار از او است، به داخل رودخانه پرید و شروع به شنا کردن برای گرفتن او کرد. هنگامی که در رودخانه هیداکا شنا می کرد، به دلیل خشم زیاد خود به یک مار بزرگ یا اژدها تبدیل شد. وقتی آنچین او را دید که با شکل هیولایی جدیدش به دنبالش می آید، به طرف معبدی به نام دوجو-جی دوید. او از کاهنان دوجو-جی برای پنهان شدن از دست کیوهمی، کمک خواست و راهبان او را زیر ناقوس معبد مخفی کردند. با این حال، کیوهمی که تبدیل به مار شده بود، با شامه‌‌ی قوی خود، او را که در داخل ناقوس پنهان شده بود پیدا کرد و شروع به پیچیدن دور بدنه ناقوس کرد. او چندین بار با دم خود به ناقوس ضربات محکمی زد تا آنچین به پایین بیافتد، سپس با شعله بزرگ آتش از دهانش مانند اژدها، به طرف ناقوس آتش روانه کرد که ناقوس را ذوب کرد و آنچین را کشت.

## طومارهای مینیاتوری
یک نسخه مونوگاتری از این داستان در یک ایماکی (طومار تصویر) از دوره موروماچی با عنوان افسانه مصور دوجوجی، که در حدود قرن پانزدهم میلادی کشیده شده است، باقی مانده است. در این نسخه، زن داستان، عروس صاحب خانه‌ای به نام استوار سیجی یا شوجی کیوتسوگو است. سیجی (清次) یا کیوتسوگو خوانش‌های متفاوتی از همان شخصیت‌ها هستند که نام‌های متفاوتی دارند و در حالی که «شوجی» به عنوان نام خانوادگی قابل تفسیر و معنی است و نوعی عنوان یا مقام یک مباشر عمارت شوئن بوده است.

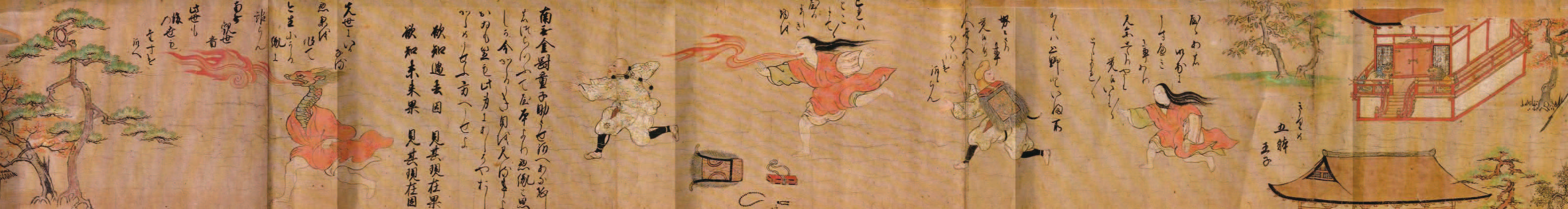
کیوهمی متوجه فریب آنچین شده و سعی درگرفتن او می‌کند.

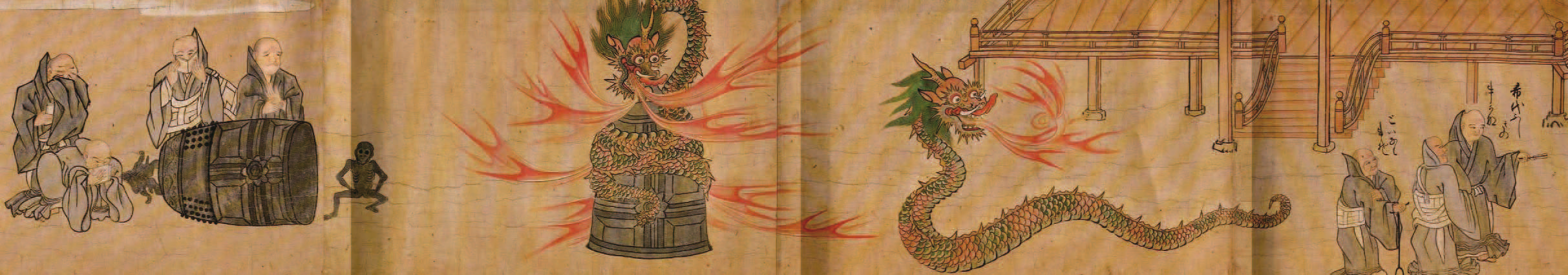
کیوهمی به معبد می‌رسد و سرانجام آنچین را می‌کشد.